# Stamsvika
Stamsvika est une localité du comté de Nordland, en Norvège.

## Géographie
Administrativement, Stamsvika fait partie de la kommune de Steigen.